# جيف ويتلي
جيف ويتلي (بالإنجليزية: Jeff Whitley)‏ هو لاعب كرة قدم بريطاني في مركز الوسط، ولد في 28 يناير 1979 في ندولا في زامبيا. شارك مع منتخب أيرلندا الشمالية تحت 21 سنة لكرة القدم ومنتخب أيرلندا الشمالية لكرة القدم. أما مع النوادي، فقد لعب مع ستوك سيتي وكارديف سيتي ومانشستر سيتي ونادي ريكسهام ونادي سندرلاند ونوتس كاونتي ونورثويتش فيكتوريا.

## وصلات خارجية
- جيف ويتلي على موقع الاتحاد الدولي (مؤرشف)  (الإنجليزية)
- جيف ويتلي على موقع الاتحاد الأوربي (الإنجليزية)
- جيف ويتلي على موقع قاعدة بيانات كرة القدم.إي يو (الإنجليزية)
- جيف ويتلي على موقع ناشيونال فوتبول تيمز (الإنجليزية)
- جيف ويتلي على موقع Soccerbase.com (لاعب) (الإنجليزية)
- جيف ويتلي على موقع عالم كرة القدم.نت (الإنجليزية)